# 第50回アカデミー賞
第50回アカデミー賞（だい50かいアカデミーしょう）は1978年4月3日に発表・授賞式が行われた。司会はボブ・ホープ。

## 式典
第50回の節目の年を迎えたアカデミー賞授賞式の司会は、これが18回目になるボブ・ホープが務めた。ウディ・アレンの『アニー・ホール』が作品賞・監督賞等4部門で受賞したが、ジョージ・ルーカスの『スター・ウォーズ』がそれよりも多い6部門を受賞した。
また、助演女優賞を受賞したヴァネッサ・レッドグレイヴは受賞スピーチで「シオニスト達の脅しにも拘わらず作品が成功を収めた」と発言し、会場の顰蹙を買った。

## 候補と受賞の一覧
太字は受賞である。また、以下での人名表記は
1. 作品の日本語公式情報およびAMPAS公式サイトの日本版とWOWOWによる授賞式放送での表記に準ずる。
2. 見当たらない場合はデータベースサイトなどを参考。
3. それでもない場合は英語表記のままとする。

| 作品賞 | 監督賞 |
| --- | --- |
| - 『アニー・ホール』 - 『グッバイガール』 - 『ジュリア』 - 『スター・ウォーズ』 - 『愛と喝采の日々』 | - ウディ・アレン – 『アニー・ホール』 - スティーヴン・スピルバーグ – 『未知との遭遇』 - フレッド・ジンネマン – 『ジュリア』 - ジョージ・ルーカス – 『スター・ウォーズ』 - ハーバート・ロス – 『愛と喝采の日々』                                                                                |
| 主演男優賞 | 主演女優賞 |
| - リチャード・ドレイファス – 『グッバイ・ガール』 - ウディ・アレン – 『アニー・ホール』 - リチャード・バートン – 『エクウス』 - マルチェロ・マストロヤンニ – 『特別な一日』 - ジョン・トラヴォルタ – 『サタデー・ナイト・フィーバー』 | - ダイアン・キートン – 『アニー・ホール』 - アン・バンクロフト – 『愛と喝采の日々』 - ジェーン・フォンダ – 『ジュリア』 - シャーリー・マクレーン – 『愛と喝采の日々』 - マーシャ・メイソン – 『グッバイガール』                                                                                |
| 助演男優賞 | 助演女優賞 |
| - ジェイソン・ロバーズ – 『ジュリア』 - ミハイル・バリシニコフ – 『愛と喝采の日々』 - ピーター・ファース – 『エクウス』 - アレック・ギネス – 『スター・ウォーズ』 - マクシミリアン・シェル – 『ジュリア』 | - ヴァネッサ・レッドグレイヴ – 『ジュリア』 - レスリー・ブラウン – 『愛と喝采の日々』 - クイン・カミングス – 『グッバイガール』 - メリンダ・ディロン – 『未知との遭遇』 - チューズデイ・ウェルド – 『ミスター・グッドバーを探して』                                                            |
| 脚本賞 | 脚色賞 |
| - 『アニー・ホール』 – ウディ・アレン、マーシャル・ブリックマン - 『グッバイガール』 – ニール・サイモン - 『レイト・ショー』 – ロバート・ベントン - 『スター・ウォーズ』 – ジョージ・ルーカス - 『愛と喝采の日々』 – アーサー・ローレンツ | - 『ジュリア』 – アルヴィン・サージェント - 『エクウス』 – ピーター・シェーファー - I Never Promised You a Rose Garden – ギャヴィン・ランバート、ルイス・ジョン・カリーノ - 『オー!ゴッド』 – ラリー・ゲルバート - 『欲望のあいまいな対象』 – ルイス・ブニュエル、ジャン＝クロード・カリエール |
| 外国語映画賞 | |
| - 『これからの人生』 (フランス) - 『イフゲニア』 (ギリシャ) - 『サンダーボルト救出作戦』 (イスラエル) - 『特別な一日』 (イタリア) - 『欲望のあいまいな対象』 (スペイン) | |
| 長編ドキュメンタリー映画賞 | 短編ドキュメンタリー映画賞 |
| - 『愛のファミリー』 - The Children of Theatre Street - High Grass Cicus - Homage to Chagall: The Colours of Love - Union Maids | - Gravity Is My Enemy - Agueda Martinez: Our People, Our Country - First Edition - Of Time, Tombs and Treasures' - The Shetland Experience |
| 短編実写映画賞 | 短編アニメ映画賞 |
| - I'll Find a Way - The Absent-Minded Waiter - Floating Free - Notes on the Popular Arts - Spaceborne | - The Sand Castle - Bead Game - The Doonesbury Special - Jimmy the C |
| 作曲賞 | 編曲・歌曲賞 |
| - 『スター・ウォーズ』 – ジョン・ウィリアムズ - 『ジュリア』 – ジョルジュ・ドルリュー - 『007 私を愛したスパイ』 – マーヴィン・ハムリッシュ - 『ザ・メッセージ』 – モーリス・ジャール - 『未知との遭遇』 – ジョン・ウィリアムズ | - A Little Night Music – ジョナサン・チューニック - 『ピートとドラゴン』 – アル・カシャ、ジョエル・ハーシュホン、アーウィン・コスタル - 『シンデレラ』 – リチャード・シャーマン、ロバート・シャーマン、アンジェラ・モーリー                                                                    |
| 歌曲賞 | 衣裳デザイン賞 |
| - ｢恋するデビー｣（『マイ・ソング』） – ジョセフ・ブルックス (作詞・作曲) - "Candle on the Water"（『ピートとドラゴン』） – アル・カシャ (作詞・作曲)、ジョエル・ハーシュホーン (作詞・作曲) - "Someone's Waiting for You"（『ビアンカの大冒険』） – サミー・フェイン (作曲)、キャロル・コナーズ (作詞)、エイン・ロビンス (作詞) - "The Slipper and the Rose Waltz (He Danced with Me/She Danced with Me)"（『シンデレラ』） – リチャード・シャーマン (作詞・作曲)、ロバート・シャーマン (作詞・作曲) - ""Nobody Does It Better"（『007 私を愛したスパイ』） – マーヴィン・ハムリッシュ (作曲)、キャロル・ベイヤー・セイガー (作詞) | - 『スター・ウォーズ』 – ジョン・モロ - 『エアポート'77/バミューダからの脱出』 – イーディス・ヘッド - A Little Night Music – フローレンス・クロッツ - 『真夜中の向こう側』 – アイリーン・シャラフ - 『ジュリア』 – アンシア・シルバート                                                        |
| 録音賞 | 音響編集賞 |
| - 『スター・ウォーズ』 – ドン・マクドゥーガル、レイ・ウエスト、ボブ・ミンカー、デレク・ボール - 『ザ・ディープ』 – ウォルター・ゴス、ディック・アレクサンダー、トム・ベッカート、ロビン・グレゴリー - 『未知との遭遇』 – ロバート・ニュードソン、ロバート・J・グラス、ドン・マクドゥーガル、ジーン・キャンタメッサ - 『恐怖の報酬』 – ロバート・ニュードソン、ロバート・J・グラス、リチャード・タイラー、ジャン・ルイ・ドゥカルム - 『愛と喝采の日々』 – セオドロア・ソダーバーグ、ポール・ウェルズ、ダグラス・O・ウィリアムズ、ジェリー・ジョスト                                                                                 | - 『未知との遭遇』 – フランク・ワーナー - 『スター・ウォーズ』 – ベン・バート (エイリアン、クリーチャー、ロボットの声の創造に対して) |
| 美術賞 | 撮影賞 |
| - 『スター・ウォーズ』 – ジョナサン・バリー (美術)、ノーマン・レイノルド (美術)、レスリー・ディリー (美術)、ロジャー・クリスチャン (装置) - 『007 私を愛したスパイ』 – ケン・アダム (美術)、ピーター・ラモント (美術)、ヒュー・スケアイフ (装置) - 『未知との遭遇』 – ジョン・アルヴス (美術)、ダン・ロミノ (美術)、フィル・アブラムソン (装置) - 『愛と喝采の日々』 – アルバート・ブレナー (美術)、マーヴィン・マーチ (装置) - 『エアポート'77/バミューダからの脱出』 – ジョージ・C・ウェブ (美術)、ミッキー・S・マイケルズ (装置)                                                                                                | - 『未知との遭遇』 – ヴィルモス・ジグモンド - 『ミスター・グッドバーを探して』 – ウィリアム・A・フレイカー - 『海流のなかの島々』 – フレッド・J・コーネカンプ - 『ジュリア』 – ダグラス・スローカム - 『愛と喝采の日々』 – ロバート・サーティース                                              |
| 編集賞 | 視覚効果賞 |
| - 『スター・ウォーズ』 – ポール・ハーシュ、マーシア・ルーカス、リチャード・チュウ - 『トランザム7000』 – ウォルター・ハンネマン、アンジェロ・ロス - 『未知との遭遇』 – マイケル・カーン - 『ジュリア』 – ウォルター・マーチ - 『愛と喝采の日々』 – ウィリアム・H・レイノルズ | - 『スター・ウォーズ』 – ジョン・スティアーズ、ジョン・ダイクストラ、リチャード・エドランド、グラント・マキューン、ロバート・ブララック - 『未知との遭遇』 – ロイ・アーボギャスト、ダグラス・トランブル、マシュー・ユリチック、Gregory Jein、リチャード・ユリチック                            |

### アカデミー名誉賞
- マーガレット・ブース

### ジーン・ハーショルト友愛賞
- チャールトン・ヘストン

### アービング・G・タルバーグ賞
- ウォルター・ミリッシュ

### プレゼンター
| プレゼンター                 | 役                                                    |
| ---------------------------- | ----------------------------------------------------- |
| ハワード・W・コック          | 開会挨拶                                              |
| ベティ・デイヴィス           | 投票ルール                                            |
| グレゴリー・ペック           | 投票ルール                                            |
| ジョン・トラボルタ           | 助演女優賞                                            |
| マーク・ハミル               | 特別業績賞                                            |
| R2-D2                        | 特別業績賞                                            |
| C-3PO                        | 特別業績賞                                            |
| ジョディ・フォスター         | 短編実写映画賞 短編アニメ映画賞                       |
| ミッキーマウス               | 短編実写映画賞 短編アニメ映画賞                       |
| ポール・ウィリアムズ         | 短編実写映画賞 短編アニメ映画賞                       |
| ウィリアム・ホールデン       | 録音賞 音響編集賞                                     |
| バーバラ・スタンウィック     | 録音賞 音響編集賞                                     |
| ジョーン・フォンテイン       | 視覚効果賞                                            |
| カーク・ダグラス             | 長編ドキュメンタリー映画賞 短編ドキュメンタリー映画賞 |
| ラクエル・ウェルチ           | 長編ドキュメンタリー映画賞 短編ドキュメンタリー映画賞 |
| ビリー・ディー・ウィリアムズ | 科学技術賞                                            |
| グリア・ガースン             | 美術賞                                                |
| ヘンリー・ウィンクラー       | 美術賞                                                |
| エヴァ・マリー・セイント     | 外国語映画賞                                          |
| ジャック・ヴァレンテ         | 外国語映画賞                                          |
| マイケル・ケイン             | 助演男優賞                                            |
| マギー・スミス               | 助演男優賞                                            |
| ナタリー・ウッド             | 衣裳デザイン賞                                        |
| ジョニー・グリーン           | 作曲賞                                                |
| オリビア・ニュートン＝ジョン | 作曲賞                                                |
| ヘンリー・マンシーニ         | 作曲賞                                                |
| ゴールディ・ホーン           | 助演男優賞                                            |
| ジョン・ヴォイト             | 助演男優賞                                            |
| ベティ・デイヴィス           | ジーン・ハーショルト友愛賞                            |
| オリヴィア・デ・ハヴィランド | 名誉賞                                                |
| ファラ・フォーセット         | 編集賞                                                |
| マルチェロ・マストロヤンニ   | 編集賞                                                |
| フレッド・アステア           | 歌曲賞                                                |
| シシリー・タイソン           | 監督賞                                                |
| キング・ヴィダー             | 監督賞                                                |
| パディ・チャイエフスキー     | 脚本賞 脚色賞                                         |
| ジャネット・ゲイナー         | 主演女優賞                                            |
| ウォルター・マッソー         | 主演女優賞                                            |
| シルヴェスター・スタローン   | 主演男優賞                                            |
| スタンリー・クレイマー       | アービング・G・タルバーグ賞                           |
| ジャック・ニコルソン         | 作品賞                                                |

### パフォーマー
| 氏名                     | 役           | 内容                                                                                    |
| ------------------------ | ------------ | --------------------------------------------------------------------------------------- |
| ライオネル・ニューマン   | 編曲 指揮    | "Storm Clouds Cantata"                                                                  |
| デビー・レイノルズ       | パフォーマー | "Look How Far We've Come"                                                               |
| デビー・ブーン           | パフォーマー | ｢恋するデビー｣ (マイ・ソング)                                                           |
| グロリア・ローリング     | パフォーマー | "Candle on the Water" (ピートとドラゴン) "Someone's Waiting for You" (ビアンカの大冒険) |
| サミー・デイヴィスJr.    | パフォーマー | "Come Light the Candles"                                                                |
| マーヴィン・ハムリッシュ | パフォーマー | "Come Light the Candles"                                                                |
| アレサ・フランクリン     | パフォーマー | "Nobody Does It Better" (007 私を愛したスパイ)                                          |
| ジェーン・パウエル       | パフォーマー | "The Slipper and the Rose Waltz (He Danced with Me)" (シンデレラ)                       |
| アカデミー賞コーラス     | パフォーマー | "That's Entertainment"                                                                  |

### 統計
| 複数候補: - 11 候補: 『ジュリア』、『愛と喝采の日々』 - 10 候補: 『スター・ウォーズ』 - 8 候補: 『未知との遭遇』 - 5 候補: 『アニー・ホール』、『グッバイガール』 - 3 候補: 『エクウス』、『007 私を愛したスパイ』 - 2 候補: 『エアポート'77/バミューダからの脱出』、A Little Night Music、『ミスター・グッドバーを探して』、『ピートとドラゴン』、『シンデレラ』、『特別な一日』、『欲望のあいまいな対象』 | 複数受賞. - 7 受賞: 『スター・ウォーズ』 (特別業績賞を含む) - 4 受賞: 『アニー・ホール』 - 3 受賞: 『ジュリア』 - 2 受賞: 『未知との遭遇』 |

### トリビュート
サミー・デイヴィスJr.とマーヴィン・ハムリッシュは以下の8名に捧げるため"Come Light the Candles" を演奏した。
- リチャード・カールソン
- ゼロ・モステル
- ピーター・フィンチ
- ジョーン・クロフォード
- ビング・クロスビー
- エルヴィス・プレスリー
- グルーチョ・マルクス
- チャールズ・チャップリン